# Olympische Sommerspiele 2020/Radsport – BMX-Freestyle (Männer)
Zum ersten Mal in der olympischen Geschichte fand ein Männerwettbewerb im BMX-Freestyle bei den Olympischen Spielen 2020 in Tokio statt. Dieser wurde am 31. Juli (Vorlauf) und 1. August 2021 (Finale) im Ariake Urban Sports Park nach den Regeln für die Disziplin Park ausgetragen.

## Titelträger
| Olympiasieger | nicht im Wettkampfprogramm | Rio de Janeiro 2016 |
| Weltmeister   | Logan Martin               | Montpellier 2021    |

## Ergebnisse

### Vorlauf
| Rang | Name             | Nation             | Lauf 1 (Pkt.) | Lauf 2 (Pkt.) | Durchschnitt (Pkt.) |
| ---- | ---------------- | ------------------ | ------------- | ------------- | ------------------- |
| 1    | Logan Martin     | Australien         | 91,90         | 90,04         | 90,97               |
| 2    | Rim Nakamura     | Japan              | 86,20         | 89,14         | 87,67               |
| 3    | Daniel Dhers     | Venezuela          | 84,20         | 86,00         | 85,10               |
| 4    | Anthony Jeanjean | Frankreich         | 83,00         | 86,30         | 84,65               |
| 5    | Irek Risajew     | ROC                | 81,20         | 81,30         | 81,25               |
| 6    | Kenneth Tencio   | Costa Rica         | 75,20         | 84,40         | 79,80               |
| 7    | Declan Brooks    | Großbritannien     | 74,30         | 79,20         | 76,75               |
| 8    | Justin Dowell    | Vereinigte Staaten | 69,80         | 80,60         | 75,20               |
| 9    | Nick Bruce       | Vereinigte Staaten | 6,60          | 1,00          | 3,80                |

### Finale
| Rang | Name             | Nation             | Lauf 1 (Pkt.) | Lauf 2 (Pkt.) | Bester (Pkt.) |
| ---- | ---------------- | ------------------ | ------------- | ------------- | ------------- |
| 1    | Logan Martin     | Australien         | 93,30         | 41,40         | 93,30         |
| 2    | Daniel Dhers     | Venezuela          | 90,10         | 92,05         | 92,05         |
| 3    | Declan Brooks    | Großbritannien     | 89,40         | 90,80         | 90,80         |
| 4    | Kenneth Tencio   | Costa Rica         | 84,20         | 90,50         | 90,50         |
| 5    | Rim Nakamura     | Japan              | 72,20         | 85,10         | 85,10         |
| 6    | Irek Risajew     | ROC                | 36,60         | 82,40         | 82,40         |
| 7    | Anthony Jeanjean | Frankreich         | 78,20         | 51,20         | 78,20         |
| 8    | Justin Dowell    | Vereinigte Staaten | 44,60         | 31,60         | 44,60         |
| 9    | Nick Bruce       | Vereinigte Staaten | 24,60         | DNS           | 24,60         |